# 金沢医科大学病院
金沢医科大学病院（かなざわいかだいがくびょういん）は、石川県河北郡内灘町にある金沢医科大学の附属病院（大学病院）。

## 沿革
- 1974年9月1日 - 金沢医科大学病院開設。
- 1994年3月24日 - 特定機能病院の承認を受ける。
- 1995年7月21日 - エイズ治療拠点病院の指定を受ける。
- 2003年10月11日 - 新館開院。
- 2006年12月27日 - 第二新館開院。
- 2007年1月31日 - 地域がん診療連携拠点病院の指定を受ける。
- 2010年4月1日 - 災害派遣医療チームの指定を受ける。
- 2017年7月18日 - 病院中央棟開設。

## 診療科
- 内科
- 小児科
- 小児外科
- 循環器科
- 消化器科
- 消化器外科
- 呼吸器科
- 呼吸器外科
- 神経内科
- 内分泌・代謝科
- 血液内科
- 外科
- 心臓外科
- 整形外科
- 脳神経外科
- 形成外科
- 産婦人科
- 泌尿器科
- 皮膚科
- 耳鼻咽喉科
- 歯科口腔科
- 眼科
- 麻酔科
- 放射線科
- 内視鏡科
- 精神科
- 救命救急科

## 主な設備・指定施設
- 集中治療室（ICU）
- 新生児集中治療室（NICU）
- 救急指定病院
- 地域がん診療連携拠点病院
- 特定機能病院
- エイズ治療拠点病院

## アクセス
- 北陸鉄道浅野川線内灘駅より北鉄金沢バス「医大病院」下車。バス停は正面玄関に位置する。
  - また北鉄奥能登バスの金沢駅および能登方面からの特急バスが「医大病院」バス停に停車する。
- 津幡駅および宝達駅（いずれも七尾線）より病院バスの運行あり（日曜および祝日は運休）。
- 北陸自動車道金沢東インターチェンジより車で約20分、のと里山海道内灘インターチェンジより車で約5分。金沢駅より車で約15分。